# Pterogoniadelphus montevidensis
Pterogoniadelphus montevidensis là một loài Rêu trong họ Leucodontaceae. Loài này được (Müll. Hal.) M. Fleisch. miêu tả khoa học đầu tiên năm 1916.